# Sabicea orientalis
Sabicea orientalis är en måreväxtart som beskrevs av Herbert Fuller Wernham. Sabicea orientalis ingår i släktet Sabicea och familjen måreväxter. Inga underarter finns listade i Catalogue of Life.